# Falcatus
Falcatus — рід вимерлих хрящових риб родини Falcatidae ряду Symmoriida надряду акул.
Жили в ранньому карбоні, 330–318 млн років тому. Мешкали на території штату Міссурі, США.
Вперше знайдено у вапняках формації Сент-Луїс в 1883 році. Спочатку отримали назву Physonemus falcatus. У 1985 році були виявлені викопні плавці, що дозволило виділити Falcatus в окремий рід, а всередині нього визначити кілька видів, зокрема: F. hamatus і F. proclivus.

## Опис

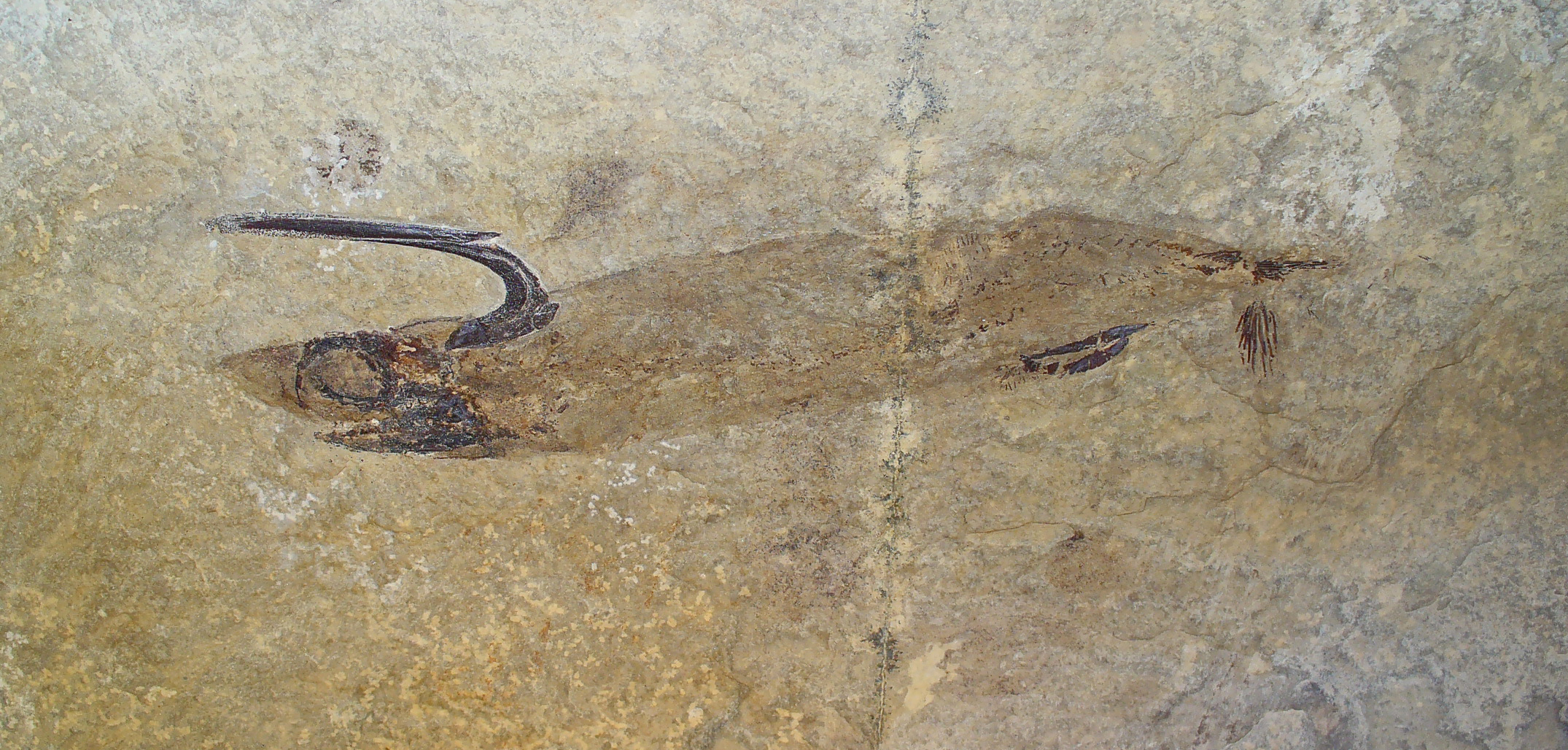
Falcatus falcatus, самець, пізній карбон. Знайдений в Монтані, США.

Були хижаками. У довжину досягали 25-30 см.. У них були великі очі. Хвостовий плавець був роздвоєний. Основною відмінною рисою був виступаючий шип на спині. Такий шип був тільки у дорослих самців. Його функція поки не відома.

## Ресурси Інтернету
- http://www.elasmo-research.org/education/evolution/golden_age.htm [Архівовано 22 травня 2008 у Wayback Machine.]
- https://web.archive.org/web/20070927011823/http://comenius.susqu.edu/biol/202/Animals/DEUTEROSTOMES/CRANIATA/CHONDRICHTHYES.htm